# تربرا
تربرا (به آلمانی: Trebra) یک شهر در آلمان است که در کوفهویزرکرایس واقع شده‌است. تربرا ۳۱۴ نفر جمعیت دارد.